# 무빙 (드라마)
《무빙》(영어: Moving)은 2023년 8월 9일부터 2023년 9월 20일까지 방영된 디즈니 + 금요드라마다.

## 기획의도
초능력을 숨긴 채 현재를 살아가는 아이들과, 과거의 아픈 비밀을 숨긴 채 살아온 부모들이 시대와 세대를 넘어 닥치는 거대한 위험에 함께 맞서는 초능력 액션 히어로물 드라마

## 제작진

### 연출
- 박인제 : ( 영화 《모비딕》(각본&감독), 영화 《특별시민》(각본&감독), Netflix 오리지널 드라마 《킹덤 시즌2》(연출) 등 연출 )

### 극본
- 강풀 : ( 저서 《지치지 않을 물음표》(집필), 만화 《당신의 모든 순간》(집필), 저서 《순정만화 1,2》(집필), 저서 《일쌍다반사》(집필), 저서 《 명랑 엽기만화 모음(전3권)》(집필), 저서 《아파트1,2》(집필), 저서 《바보 1,2》(집필), 저서 《타이밍1,2,3》(집필), 저서 《영화야 놀자》(집필), 저서 《26년 1,2,3권》(집필), 저서 《그대를 사랑합니다 1,2,3권》(집필), 저서 《악 법이라고10년을 거꾸로 돌리는 MB악법 바로보기》(집필), 저서 《이웃사람 1,2,3》(집필), 만화 《타이밍 1,2,3권》(집필), 만화 《무빙 1,2,3권》(집필), 만화 《바보 1,2권》(집필), NEXT GREEN–TALK CONCERT

## 등장인물

### 주요인물
- 이정하 : 김봉석 역 - 이 드라마의 학생 측 남주인공. 두식과 미현의 아들, 정원고등학교 학생. 희수와 강훈의 친구. 비행능력. (아역 : 이정민, 한창민)
- 고윤정 : 장희수 역 - 이 드라마의 학생 측 여주인공. 주원과 지희의 딸, 봉석과 강훈의 친구. 정원고등학교 학생. 힐링팩터 능력. (아역 : 박수아, 송하소)
- 김도훈 : 이강훈 역 - 재만의 아들, 정원고등학교 학생. 희수와 봉석의 친구. (아역 : 김시우)
- 차태현 : 전계도 역 - 이 드라마의 진 남주인공. 버스기사, 죽은 영석의 아들, 전기능력 보유. 시내버스 운전기사. (아역 : 김준)
- 류승룡 : 장주원 역 - 이 드라마의 메인 남주인공. 희수의 아버지, 죽은 지희의 남편. 코드네임 구룡포.
- 한효주 : 이미현 역 - 이 드라마의 메인 여주인공. 두식의 아내, 봉석의 어머니. 전 국정원 정보분석관, 6급 주사.
- 조인성 : 김두식 역 - 미현의 남편, 봉석의 아버지. 전 국정원 블랙 요원, 코드네임 문산.
- 김성균 : 이재만 역 - 강훈의 아버지
- 류승범 : 프랭크, 일라이어스 역 - 이 드라마의 메인 빌런이자 페이크 최종 보스. 택배기사로 위장한 처리전문 요원, 힐링팩터 능력 소유자, 미 정보부에 입양되어 자랐다. (아역 : 김태율)
- 문성근 : 민용준 역 - 이 드라마의 진 최종 보스. 국가안전기획부 제 5차장
- 김희원 : 최일환 역 - 정원고등학교 체육담당 교사, 희수&봉석&강훈의 담임, 특전부사관 출신 국정원 블랙요원.

### 정원고등학교
- 김종수 : 황지성 역 - 정원고등학교 수위
- 유승목 : 조래혁 역 - 국가안전기획부 과장, 정원고등학교 교장, 용준의 주도하에 NTDP(국가 재능 육성 사업)를 10년 째 진행하고 있다.
- 전석호 : 윤성욱 역 - 정원고등학교 부담임, 기간제 교사
- 신재휘 : 방기수 역 - 정원고등학교 3학년, 평소 같은 반인 강훈을 못마땅하게 여기고 있는 일진
- 박한솔 : 강한별 역 - 희수, 봉석, 강훈과 같은 반 친구. 평소 유튜브 방송을 즐겨하는 편.
- 윤사봉 : 윤사봉 역 - 정원고등학교 환경 미화원으로 위장잠입 중, 보위부 산하 남파부 소속.
- 심달기 : 신혜원 역 - 과거 희수가 다니던 학교에서 일진들에게 집단 괴롭힘을 당하던 인물로 위장, 실제로는 민용준보다 선배이며 늙지 않는 능력을 갖고 있다.

### 안기부
- 박병은 : 마상구 역 - 안기부 블랙 요원, 92년 연변에서의 갈매기작전 당시 팀장이었다.
- 김신록 : 여운규 역 - 국가안전기획부 정보관리국장, 민용준 전담 비서
- 백현진 : 정상진 역 - 전 안기부 요원, 코드네임 진천
- 최덕문 : 전영석 역 - 전 안기부 요원, 코드네임 봉평, 계도의 아버지
- 김국희 : 홍성화 역 - 전 안기부 요원, 코드네임 나주, 헤어살롱 운영중
- 박경혜 : 안기부 직원 역
- 권한솔 : 안기부 5차장실 비서 역 - 평소 실수가 잦고 눈물이 많다.
- 서석규 : 안기부 사격 교관 역
- 박옥출 : 안기부 북한정보실장 역
- 원춘규 : 언기부 대공수사국장 역

### 북한군
- 양동근 : 정준화 역 - 북한군에서 양성한 특수 능력자들 중 가장 능력이 뛰어나다. 비행능력 소유
- 조복래 : 박찬일 역 - 96년 강릉 무장 침투 당시 북한군에서 양성한 특수 능력자들 중 한 명, 괴력의 소유자
- 손병호 : 김현성 역 - 북한 보위부장 (특별출연)
- 마동석 : 박옹철 역 (특별출연)
- 이경영 : 장필우 역 (특별출연)
- 박희순 : 김덕윤 역 - 이 드라마의 메인 빌런이자 준 최종 보스. 북한 보위부 소속 요원, 북한군에서 양성한 특수 능력자들의 리더
- 김중희 : 림재석 역 - 부모의 변절로 반평생을 요덕 수용소에 갇혀 살았다. 괴력을 이용한 파동 공격 능력 소유자
- 박광재 : 권용득 역 - 이 드라마의 前 서브 빌런이자 개그 캐릭터. 힐링팩터, 괴력
- 김다현 : 배재학 역 - 호위부 소속, 스피드 능력

### 주변인물
- 이호정 : 양세은 역 - 코드네임 나주의 딸, 투시능력 보유자, 08년 정원고 신입생
- 곽선영 : 황지희 역 - 주원의 아내, 희수의 어머니.
- 박보경 : 신윤영 역 - 재만의 아내, 강훈의 어머니

### 그 외 인물
- Daniel C Kennedy : 마크 역 - 주한미대사관 참사관, CIA소속
- 이순화 : 전계도의 어머니 역
- 임성재 : 배민기 역 - 90년 당시 건달이었던 주원의 오른팔을 자처했던 인물
- 김윤성 : 빠따 역 - 90년 당시 주원이 몸담고 있던 포항파를 견제하던 울산파 조직원
- 백주희 : 플러스모텔 여관 주인 역 - 울산파 두목 재성과의 사건 이후, 주원이 숨어 지내던 모텔 주인
- 이동찬 : 이해송 역 - 미현의 아버지
- 황정민 : 정육점 사장 역
- 손보승 : 정육점 사장의 아들 역
- 민지아 : 초등학교 시절 봉석의 담임 역
- 이해영 : 경찰서장 역 - 03년 당시 청계천 복원사업 반대 시위 진압을 위해 동원된 경찰서장
- 서문호 : 노점상 박씨
- 김호준 : 노점상 이씨
- 맹봉학 : 노점상 최씨
- 신미영 : 성우 모 역 - 청계천에서 수족관을 운영중, 가끔 윤영의 신발가게를 대신 봐주고 있었다.
- 이지우 : 최성우 역 - 수족관 주인의 아들
- 이주미 : 희수 가사도우미
- 박시원 : 망토 아이 역
- 박정언 : 망토 아이 엄마 역
- 윤진영 : 폰 팔이 문신 남 역
- 홍사빈 : 상주 남 역
- 서이라 : 장경고 일진녀 1 역
- 박솔지 : 장경고 일진녀 2 역
- 강채영 : 장경고 일진녀 3 역
- 송덕호 : 장경고 일진남 역
- 이석형 : 장경고 반장 역
- 강신구 : 장경고 담임 교사 역
- 이동용 : 버스기사 동용 역
- 박성일 : 재성 역
- 윤대열 : 인천깡패 놀개 역
- 김태영 : 엄지다방 박양 역
- 양승욱 : 김영탁 역
- 정영섭

## 수상 목록
- 2024년 제60회 백상예술대상 TV 부문 대상 (무빙)
- 2024년 제60회 백상예술대상 TV 부문 극본상 (강풀)
- 2024년 제60회 백상예술대상 TV 부문 남자 신인연기상 (이정하)
- 2024년 제3회 청룡 시리즈 어워즈 신인 여우상 (고윤정)
- 2024년 제3회 청룡 시리즈 어워즈 신인 남우상 (이정하)
- 2024년 제3회 청룡 시리즈 어워즈 대상 (무빙)

## 참고 사항
- 총 20부작으로서 2023년 8월 9일 7회분을 공개 후, 매주 수요일 2회씩 공개하는 방식으로 진행된다. 마지막 회(20회) 공개 예정일은 2023년 9월 20일
- 극중 배우 류승범이 맡은 배역인 프랭크는 이름이 아닌 코드네임이다. 여섯 번째 아이라는 뜻으로서 알파벳 순으로 A(알렉스), B(벤), C(카메론), D(도미닉), E(일라이어스), F(프랭크), G(그레고리)다. 가상의 기관인 미국 SCA에서 육성하고 있는 비밀 프로젝트 실험체 중 하나이기도 하다.
- 15회의 부제목이기도 한 N.T.D.P.(National Talent Development Project)는 안기부(지금의 국정원)요원들을 전멸시킨 특수능력자들을 대응하기 위해 민용준의 주도하에 세워진 국가재능육성사업의 약자이다. (원작에 존재하고 있는 또 다른 인물에 대해서는 스포일러가 될 수 있기에 생략하였다.)
- 류승룡, 전석호, 박광재는 2019년에 방송된 넷플릭스 금요드라마 《킹덤》 이후로 4년만에 재회하는 작품이다.
- 김성균과 유승목은 2019년에 방송된 SBS 금토드라마 《열혈사제》 이후로 4년만에 재회하는 작품이다.
- 김성균, 김종수는 2012년에 개봉한 영화 《범죄와의 전쟁: 나쁜놈들 전성시대》 이후로 11년만에 재회하는 작품이다.
- 유승목, 박보경, 김윤성은 2019년에 개봉한 영화 《악인전》 이후로 4년만에 재회하는 작품이다.
- 류승룡과 한효주는 2012년에 개봉한 영화 《광해 왕이 된 남자》 이후로 11년만에 재회하는 작품이다.